# Zofia Zaleska (agent wywiadu)

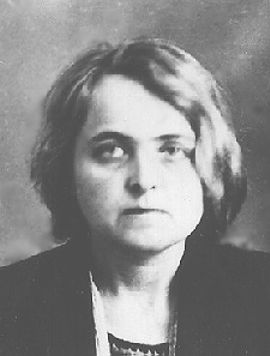
Zofia Zaleska po aresztowaniu przez NKWD (1937)

Zofia Zaleska, także Zofia Feldt, ros. Софья Александровна Залесская (Фельдт) (ur. 15 marca 1903 w Śmiłowicach, zm. 22 sierpnia 1937 w Moskwie) – działaczka socjaldemokratyczna i komunistyczna polskiego pochodzenia, żołnierz sowieckiego wywiadu wojskowego Razwiedupr, rezydent Razwiedupru w Polsce.

## Życiorys
Ukończyła szkołę średnią w Bydgoszczy. Następnie jej rodzina przeniosła się do Berlina, gdzie Zofia zaangażowała się w działalność niemieckiego ruchu socjaldemokratycznego. W styczniu 1918 wstąpiła do organizacji rewolucyjnej Freie Jugend, przemianowanej następnie na Komunistyczny Związek Młodzieży. Uczestniczyła w listopadowej rewolucji niemieckiej 1918/1919.
Po upadku powstania Spartakusa wyjechała do Szwajcarii. Pod koniec 1920 przybyła do Wiednia, gdzie nawiązała współpracę z sowieckim wywiadem wojskowym. W tym mieście studiowała chemię na miejscowym uniwersytecie. Od 1921 pełniła funkcję rezydenta Razwiedupru w Krakowie. Używała pseudonimu „Zosia”. Stworzyła siatkę szpiegowską, sięgającą polskich władz wojskowych. W marcu 1922 powróciła do Moskwy, po czym w grudniu tego roku skierowano ją do rezydentury Razwiedupru w Wiedniu. Pełniła tam funkcję kuriera do Rumunii i Bułgarii. Od połowy 1923 służyła w rezydenturze w Berlinie, wypełniając zadania specjalnego przeznaczenia. We wrześniu 1924 powróciła do Polski w charakterze zastępcy rezydenta. Latem 1925 odesłano ją do ZSRR. Pracowała w centrali Razwiedupru. Od grudnia 1935 prowadziła nielegalną działalność wywiadowczą we Francji. Rozpracowywała m.in. byłego działacza Francuskiej Partii Komunistycznej Jacques’a Doriota i skrajnie prawicową organizację Croix-de-feu pułkownika François de La Rocque’a.
W okresie „wielkiej czystki” 26 maja 1937 została aresztowana przez NKWD. 22 sierpnia 1937 została skazana przez Kolegium Wojskowe Sądu Najwyższego ZSRR na karę śmierci z zarzutu o udział w antysowieckiej organizacji terrorystycznej. Stracona tego samego dnia. Ciało skremowano w krematorium na Cmentarzu Dońskim, prochy pochowano anonimowo.
Zrehabilitowana 14 września 1957 postanowieniem Kolegium Wojskowego SN ZSRR.
Odznaczona Orderem Czerwonego Sztandaru (1933). 
Żona Siemiona Firina, w latach 20. XX wieku oficera Razwiedupru (m.in. rezydenta w Warszawie), następnie wysokiego funkcjonariusza OGPU/NKWD w pionie zarządu obozów koncentracyjnych (m.in. zastępca szefa Gułagu), aresztowanego przez NKWD 9 maja 1937, rozstrzelanego 14 sierpnia 1937.